# Губенко, Антон Алексеевич
Анто́н Алексе́евич Губе́нко (30 января [12 февраля] 1908 — 31 марта 1939) — советский офицер, в годы японо-китайской войны — лётчик-истребитель нанчанской истребительной группы; Герой Советского Союза (22.02.1939), полковник.

## Биография

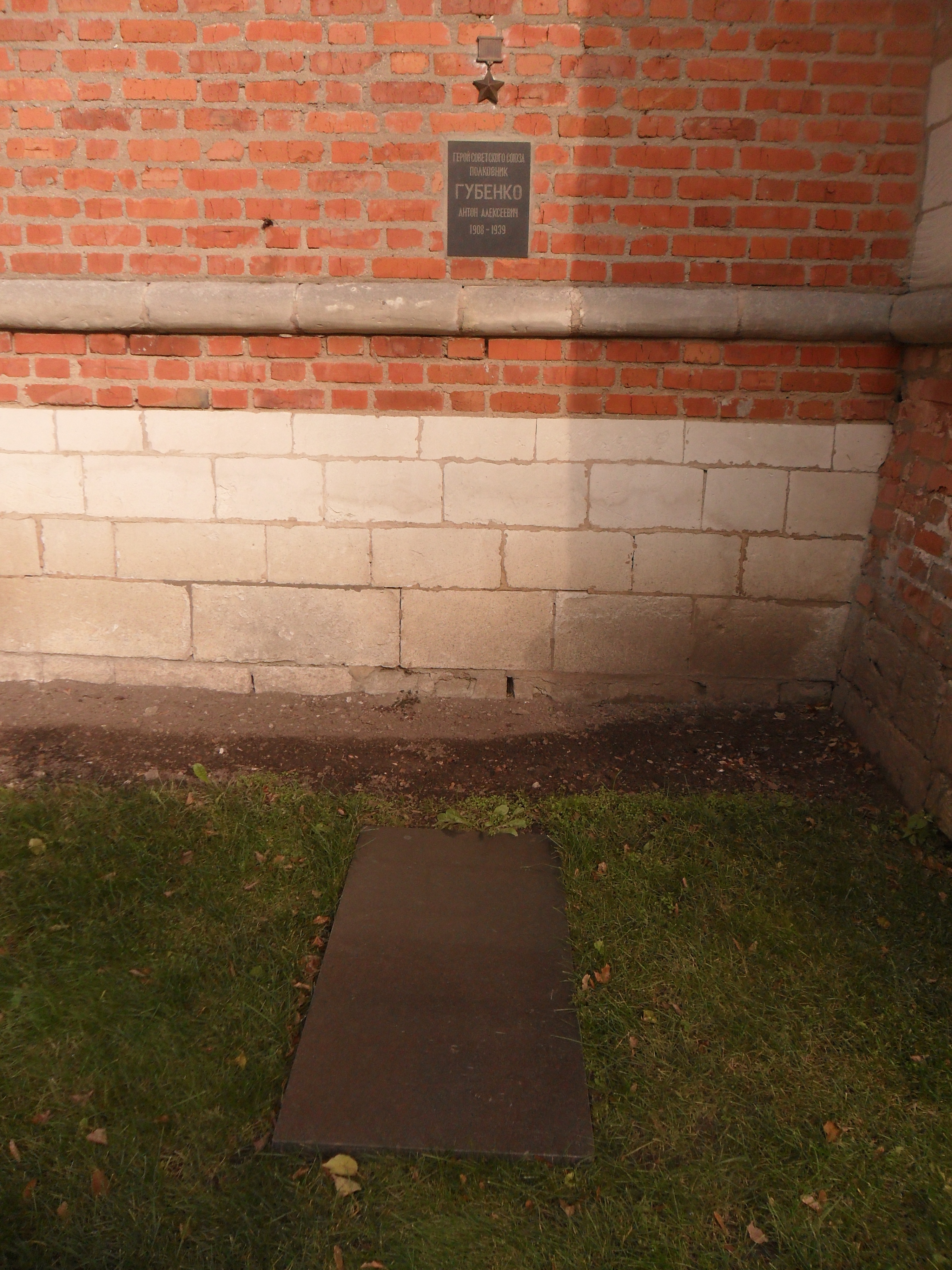
Могила А. Губенко в Сквере Памяти Героев в Смоленске

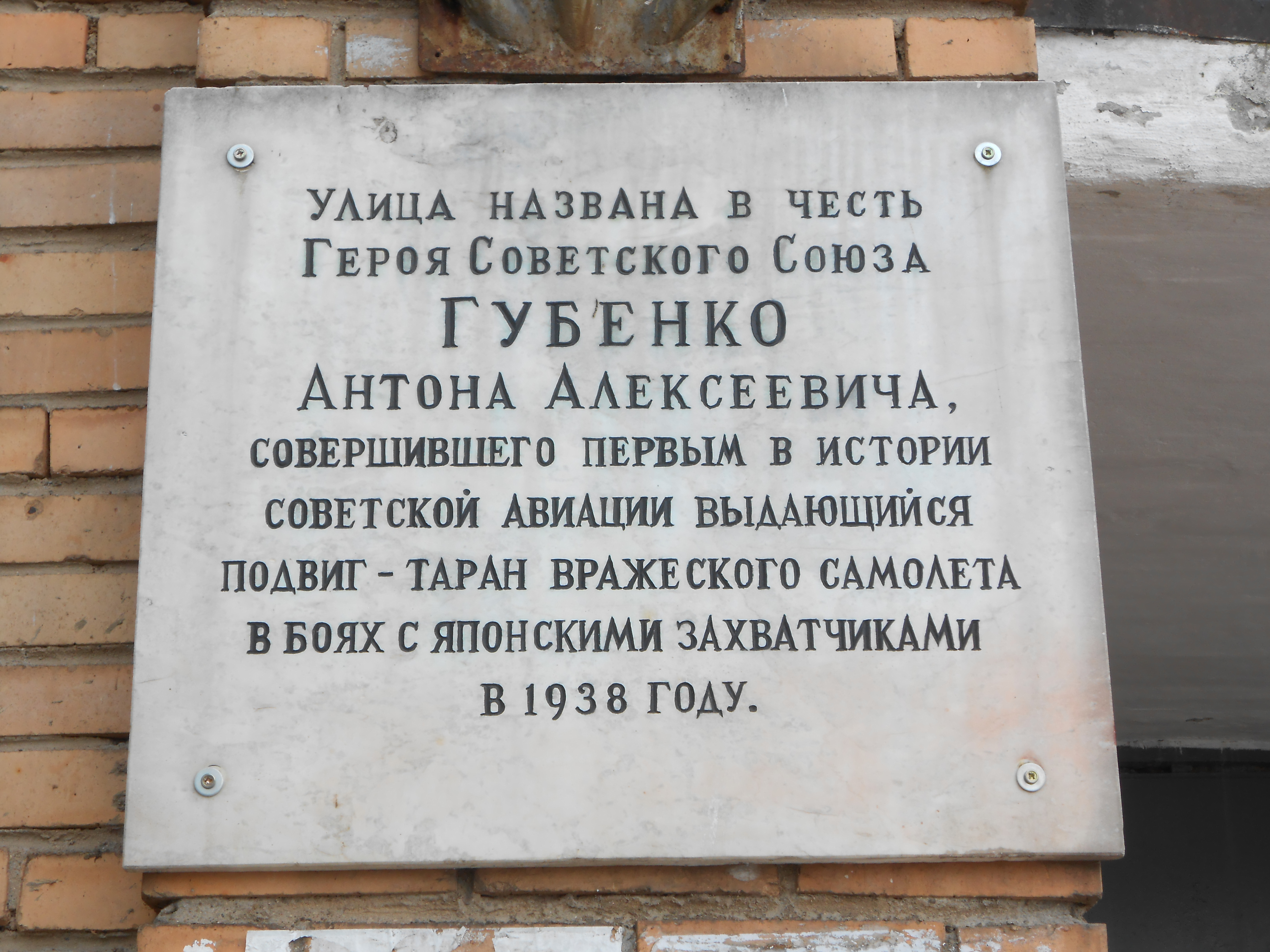
Аннотационная доска на улице Губенко в Смоленске

Родился 30 января (12 февраля) 1908 года в селе Новоапостоловка Екатеринославской губернии (ныне Волновахский район, Донецкая Народная Республика, Россия) в крестьянской семье. По национальности украинец. С начала 1920-х годов проживал в Мариуполе, где закончил 7 классов неполной средней школы и школу фабрично-заводского ученичества. Работал на железнодорожной станции в Мариуполе и судах Азовского морского пароходства. Позднее полгода проработал охотником на дельфинов на черноморском побережье Кавказа.
В Красной Армии с мая 1927. В 1928 окончил Военно-теоретическую школу лётчиков в Ленинграде, а в 1929 — 1-ю Качинскую военную авиационную школу лётчиков имени А. Ф. Мясникова. Проходил службу на Дальнем Востоке младшим лётчиком, старшим лётчиком, командиром звена в истребительной авиации.
С апреля 1934 старший лейтенант А. Губенко — командир отряда 116-й истребительной авиационной эскадрильи Московского военного округа. Вскоре стал инструктором по технике пилотирования бригады, а летом 1935 назначен ведущим лётчиком по проведению войсковых испытаний истребителя И-16. Постановлением ЦИК СССР от 25.05.1936г. за досрочное выполнение испытаний награждён орденом Ленина. Всего им было освоено 12 типов самолётов.
С 13 марта 1938 проходил службу в Китае в составе Нанчанской истребительной группы под командованием подполковника А. С. Благовещенского, где воевал до августа 1938. 26 июня 1938, отражая налёт японской авиации на Ханькоу, вступил в бой с истребителями сопровождения и был сбит. Приземлился на парашюте возле своего аэродрома. В Китае воевал до августа 1938 года. Провёл 50 боевых вылетов, в 8 воздушных боях сбил 7 японских самолётов.
8 августа 1938 назначен заместителем начальника ВВС Белорусского Особого военного округа. Проживал с семьёй в Смоленске.
Указом Президиума Верховного Совета СССР от 22 февраля 1939 года "за образцовое выполнение специальных заданий правительства по укреплению оборонной мощи Советского Союза и за проявленное геройство" ему было присвоено звание Героя Советского Союза с вручением второго ордена Ленина.
31 марта 1939 полковник А. Губенко погиб в авиационной катастрофе на аэродроме Смоленск-Северный. Первоначально был похоронен на кладбище «Клинок» у католического костёла (ул. Урицкого). 13 августа 1971 года со всеми воинскими почестями его останки были перезахоронены у крепостной стены в сквере Памяти Героев Смоленска.

## Награды и звания
- Герой Советского Союза.
- Два ордена Ленина.
- Орден Красного Знамени.
- Национальный Герой Китая (1938).
- Золотой орден Китайской республики.

## Память
- Имя Героя носят:
  - школа № 3 в городе Мариуполе;
  - школа в городе-герое Смоленске.
- На здании ПТУ № 3 города Мариуполь, в котором он учился, установлена мемориальная доска.
- Сооружён памятник в городе Ухань (Китайская Народная Республика).